# Edge Hill (Géorgie)
Pour les articles homonymes, voir Edge Hill.
 (décembre 2024).
Edge Hill est une ville américaine située dans le comté de Glascock, en Géorgie. Selon le recensement de 2020, sa population est de 22 habitants.